# Chazé-Henry
Chazé-Henry is een voormalige gemeente in het Franse departement Maine-et-Loire in de regio Pays de la Loire. De plaats maakt deel uit van het arrondissement Segré.

## Geschiedenis
De gemeente maakte deel uit van het kanton Pouancé totdat dit op 22 maart 2015 werd opgeheven en de gemeenten werden opgenomen in het kanton Segré. Op 15 december 2016 fuseerde Chazé-Henry met 9 van de 14 gemeenten van het voormalige kanton tot de commune nouvelle Ombrée d'Anjou.

## Geografie
De oppervlakte van Chazé-Henry bedraagt 19,7 km², de bevolkingsdichtheid is 47,7 inwoners per km².
De onderstaande kaart toont de ligging van Chazé-Henry met de belangrijkste infrastructuur en aangrenzende gemeenten.

## Demografie
Onderstaande figuur toont het verloop van het inwonertal.
La Chapelle-Hullin · Chazé-Henry · Combrée · Grugé-l'Hôpital · Noëllet · Pouancé · La Prévière · Saint-Michel-et-Chanveaux · Le Tremblay · Vergonnes